# Teschen (stad)

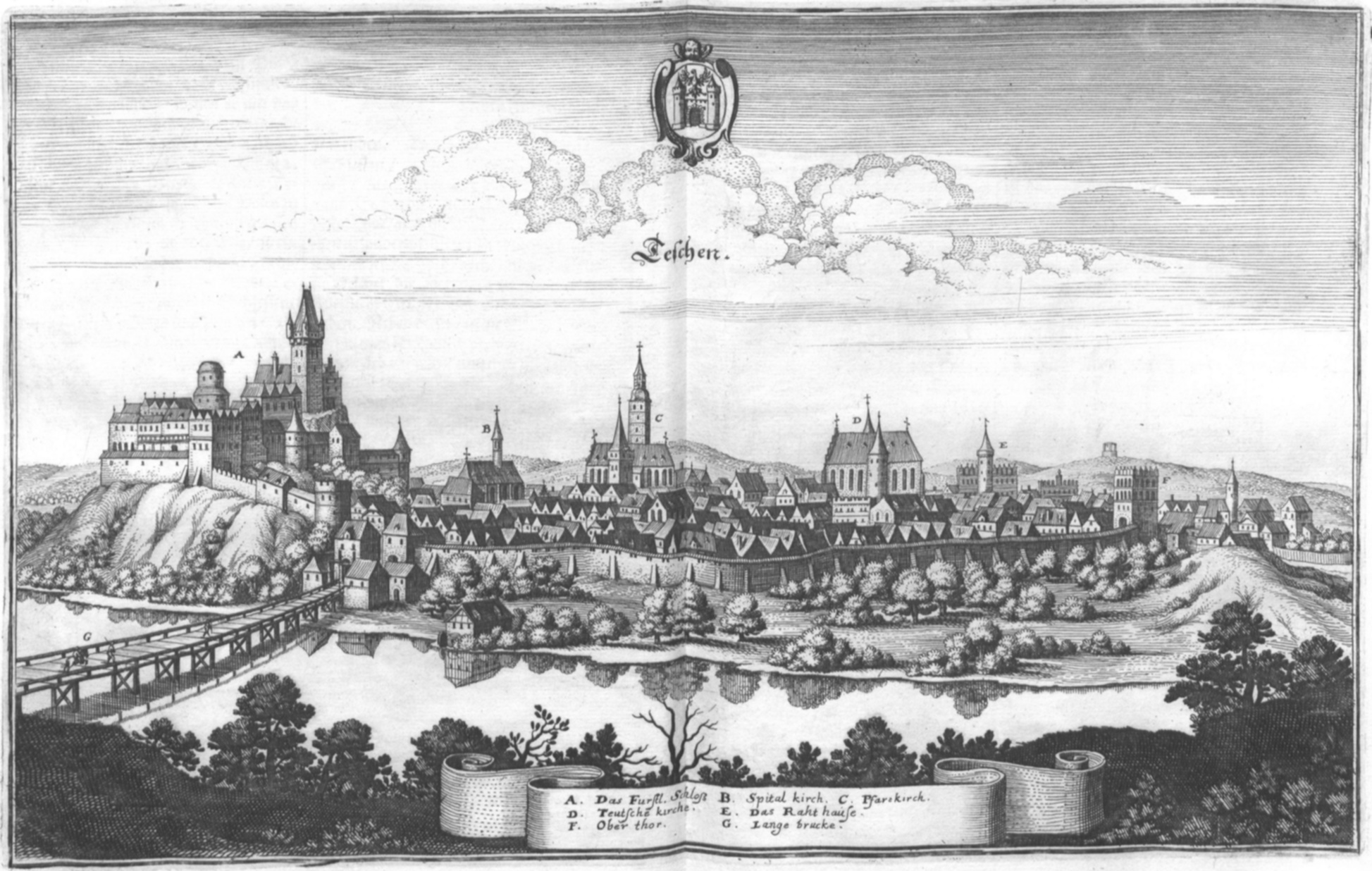
Teschen in 1650

Teschen is de Duitse naam voor een stad die gedeeltelijk in Polen en gedeeltelijk in Tsjechië ligt. Dit artikel behandelt de geschiedenis van de stad, voor de huidige situatie zie Cieszyn voor de Poolse en Český Těšín voor de Tsjechische stad.
Volgens de overlevering zou de stad in 810 gesticht zijn. In de schriftelijke bronnen wordt ze echter in 1155 voor het eerst vermeld als Tescin. In de tweede helft van de 13de eeuw werven de hertogen van Teschen kolonisten uit het Duitse Rijk om het stadsbestuur en het gerechtswezen op moderne wijze in te richten (zie Oostkolonisatie). In 1327 maakt de hertog van Teschen zich los van het Poolse koningschap en erkent hij de koning van Bohemen als leenheer. Sindsdien is Teschen deel van het Duitse Rijk en nadat de Habsburgers het Boheemse koningschap aan zich hebben getrokken, blijft het onderdeel van Oostenrijk tot 1919.
Nadat de lutherse hervorming in 1545 was ingevoerd, werd de stad in 1626 de contrareformatie opgelegd en moest ze de Stadtpfarrkirche aan de katholieken overdragen. Een lutherse gemeenschap bleef bestaan en ze mocht in 1707 een zogenaamde Gnadenkirche oprichten op gezag van de Zweedse koning. Als Pruisen in 1742 de Habsburgse provincie Silezië - waartoe Teschen inmiddels behoort - verovert en inlijft, blijft Teschen als Oostenrijks Silezië onder Habsburgs gezag. In 1805 vlucht de Habsburgse regering na de nederlaag tegen Napoleon in de Slag bij Austerlitz tijdelijk uit Wenen naar Teschen.
In de tweede helft van de 19de eeuw ontwikkelt Teschen, gelegen op een spoorwegknooppunt, zich tot industriestad.
In 1910 had Teschen circa 22500 inwoners waarvan 62 % Duitstalig en ruim 30% Poolstalig, terwijl 6 % Tsjechisch sprak. Een vijfde deel van de bevolking was protestants, voornamelijk luthers, 5% was joods en deze joden gaven zich als Duitstalig op.
Bij het trekken van nieuwe grenzen in het Verdrag van Saint-Germain bleven de nieuwe staten Polen en Tsjecho-Slowakije het oneens over Teschen. Op 23 januari 1919 trokken Tsjechische troepen de stad binnen en braken gevechten uit waaraan pas in juli 1920 door een verdeling een eind kwam, toen de Geallieerden de rivier de Olsa, die door de stad liep, als staatsgrens aangewezen. De Teschener Altstadt kwam nu bij Polen en heet sindsdien Cieszyn. Ze werd met het door Duitsland afgestane deel van Opper-Silezië in een nieuwe Poolse provincie Silezië opgenomen. Het westelijke Tsjechische deel van de stad heet sindsdien Český Těšín.
Toen Duitsland in 1938 bij het Verdrag van München het Sudetenland inlijfde, behoorde daar ook Český Těšín en omgeving bij, maar Duitsland stond aan Polen toe dit gebied te bezetten, als beloning voor de Poolse instemming met de ontmanteling van Tsjechoslowakije. Tsjechen moesten nu het gebied verlaten. Na de Duitse inval in Polen, in september 1939, werd het Poolse staatsgezag  opgeheven en Teschen bij de nieuwe Reichsgau Oberschlesien ingedeeld. In 1945 werd de vooroorlogse toestand hersteld. Nu werden de Duitstaligen gedeporteerd, voor zover zij zich niet als Tsjech of Pool legitimeerden, of als Jood waren vermoord, terwijl de Polen uit het Tsjechische deel en de Tsjechen uit het Poolse deel tegen elkaar werden uitgewisseld.